# Elisabeth von Plotho
Elisabeth Freiin und Edle von Plotho (* 26. Oktober 1853 in Zerben; † 5. Februar 1952 in Lindau (Bodensee)), verheiratete Elisabeth (Baronin) von Ardenne, war das Vorbild für Theodor Fontanes Romanfigur Effi Briest, die im 1894 publizierten gleichnamigen Gesellschaftsroman die Protagonistin darstellt. Eine andere literarische Verarbeitung des Stoffs schuf Friedrich Spielhagen mit dem Roman Zum Zeitvertreib.

## Leben
Elisabeth Freiin von Plotho wurde 1853 als jüngstes von fünf Kindern des Gutsherrn Felix von Plotho (1822–1864) auf Gut Zerben bei Parey an der Elbe, und Marie geb. von Welling geboren. Nach dem Tod des Vaters wuchs „Else“, wie sie bald genannt wurde, bis zu ihrem fünfzehnten Lebensjahr sehr ungezwungen auf. Als Jugendliche lernte sie den fünf Jahre älteren Rittmeister Armand von Ardenne (1848–1919) kennen, der bei den Zieten-Husaren in Rathenow diente und häufig mit Kameraden nach Gut Zerben kam. Von Ardenne war musikalisch gebildet und gab kleine Konzerte, zu denen Elisabeth von ihrer Mutter gewöhnlich herbeizitiert wurde. Elisabeth soll an dem jungen Mann zunächst wenig Interesse bekundet und seinen ersten Heiratsantrag abgewiesen haben.
Ihre indifferente Haltung änderte sich während des Deutsch-Französischen Kriegs, in dessen Laufe Ardenne verwundet wurde. Else von Plotho und Léon von Ardenne verlobten sich am 7. Februar 1871. Nach zweijähriger Verlobungszeit heirateten die 19-Jährige und der 24-Jährige am 1. Januar 1873 auf Zerben. Das Ehepaar zog nach der Verehelichung an das Lützowufer in der Nähe des Berliner Zoologischen Gartens.
Im Jahr 1877 ließ sich das Ehepaar mit ihren Kindern Margot und Egmont in Düsseldorf nieder, da Ardenne zu den Düsseldorfer Husaren versetzt worden war. Dort knüpften Elisabeth und ihr Gatte Verbindungen zum Künstlerverein Malkasten, dem auch der Amtsrichter Emil Hartwich (1843–1886) angehörte, der als talentierter Maler galt. Hartwich, dessen Ehe unglücklich verlief, freundete sich mit der zehn Jahre jüngeren Elisabeth an, mit der er viele Gemeinsamkeiten wie zum Beispiel die Leidenschaft für das Theater teilte und mit deren Ehemann er sehr eng befreundet war. Nach einer mehrere Monate andauernden Versetzung von Ardenne nach Metz kehrte das Paar 1881 in die Nähe Düsseldorfs zurück und bezog die Offizierswohnung im Ostflügel des Schlosses Benrath. Hier intensivierte sich die Freundschaft der Familien Ardenne und Hartwich und der häufig gepflegte Briefwechsel brach auch dann nicht ab, als Ardenne am 1. Oktober 1884 zurück nach Berlin ins Kriegsministerium versetzt wurde.
In Berlin machte Hartwich der Familie gelegentlich seine Aufwartung. Bei einem seiner Besuche im Sommer 1886 – Ardenne befand sich zu der Zeit gerade im Manöver – beschlossen Hartwich und Elisabeth, sich von ihren jeweiligen Ehepartnern scheiden zu lassen und einander zu heiraten. Ardenne wurde mit der Zeit jedoch argwöhnisch und verschaffte sich aus Elisabeths Kassette den regen Briefwechsel des heimlichen Liebespaares. Ardenne reichte die Scheidungsklage ein und verwendete die Briefe als Indizien. Er verlangte Satisfaktion von Hartwich und duellierte sich am 27. November 1886 mit ihm, was im Vorfeld von den Zeitungen viel besprochen worden war. Hartwich erlitt schwere Verletzungen und soll seinen ehemaligen Freund noch um Verzeihung gebeten haben. Vier Tage nach dem Duell erlag er seiner Verletzung am 1. Dezember 1886. Armand von Ardenne wurde zu zwei Jahren Festungshaft verurteilt; später jedoch wurde die Haftzeit auf achtzehn Tage reduziert.

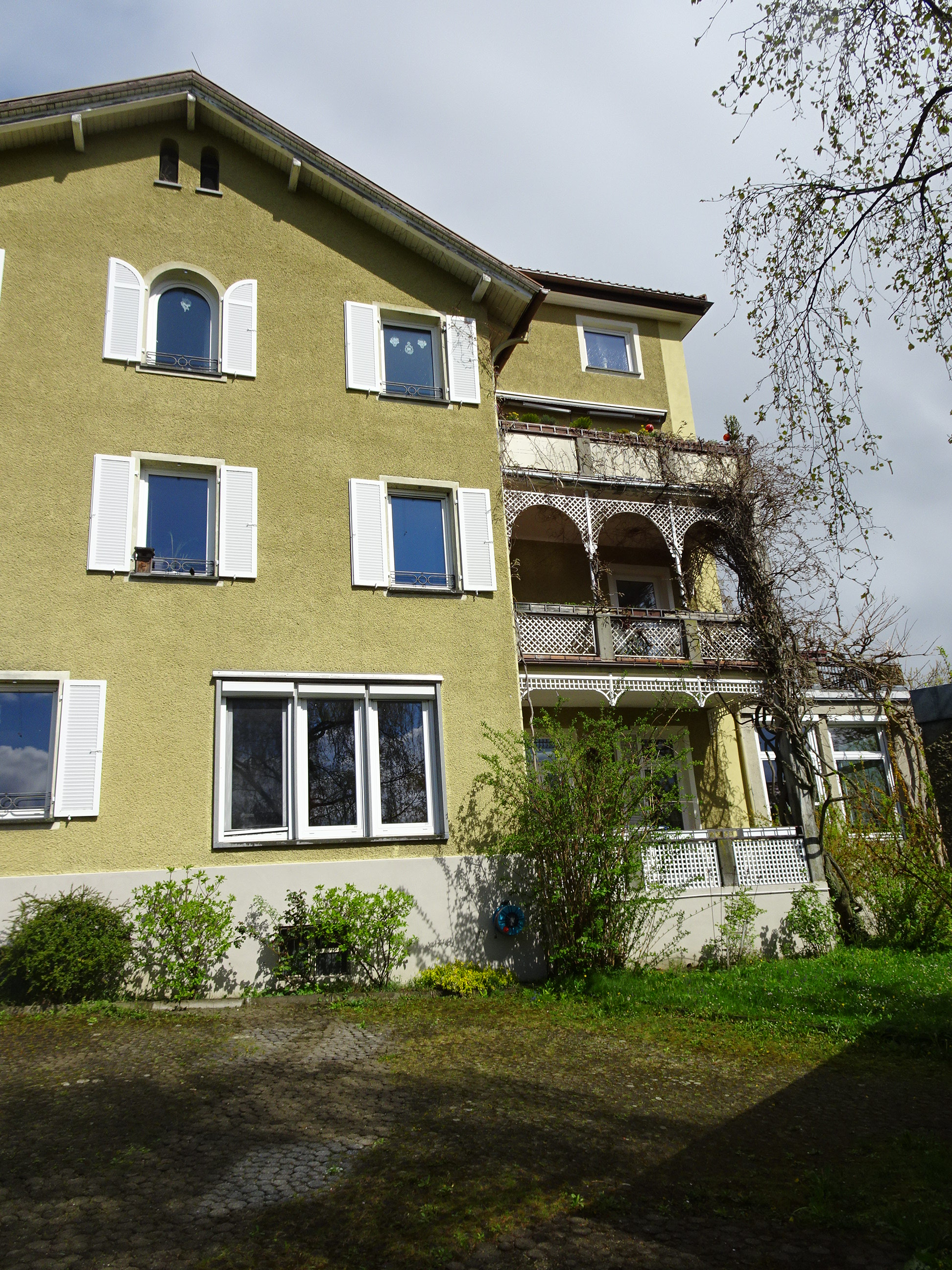
Wohnhaus der Elisabeth in Lindau-Hochbuch von 1918 bis zum Tod 1952

Die Ehe von Elisabeth und Armand von Ardenne wurde am 15. März 1887 geschieden, die Kinder dem Vater zugesprochen. Elisabeth wandte sich nach der Scheidung in Eckwälden der Krankenpflege zu und kümmerte sich um bedürftige und kranke Menschen. Ihr Name wurde, wenn auch nur vorübergehend, aus den Familienbüchern und -chroniken gestrichen. 1904 suchte ihre Tochter Margot als Erste wieder Kontakt zu ihrer Mutter, während Elisabeths Sohn Egmont seiner Mutter erst 1909 wiederbegegnete. So kam es erst nach zwanzig Jahren zu einem Wiedersehen mit ihren Kindern. Von Ardenne verstarb mit 71 Jahren im Jahre 1919 als pensionierter Generalleutnant und Divisionskommandeur in Berlin.

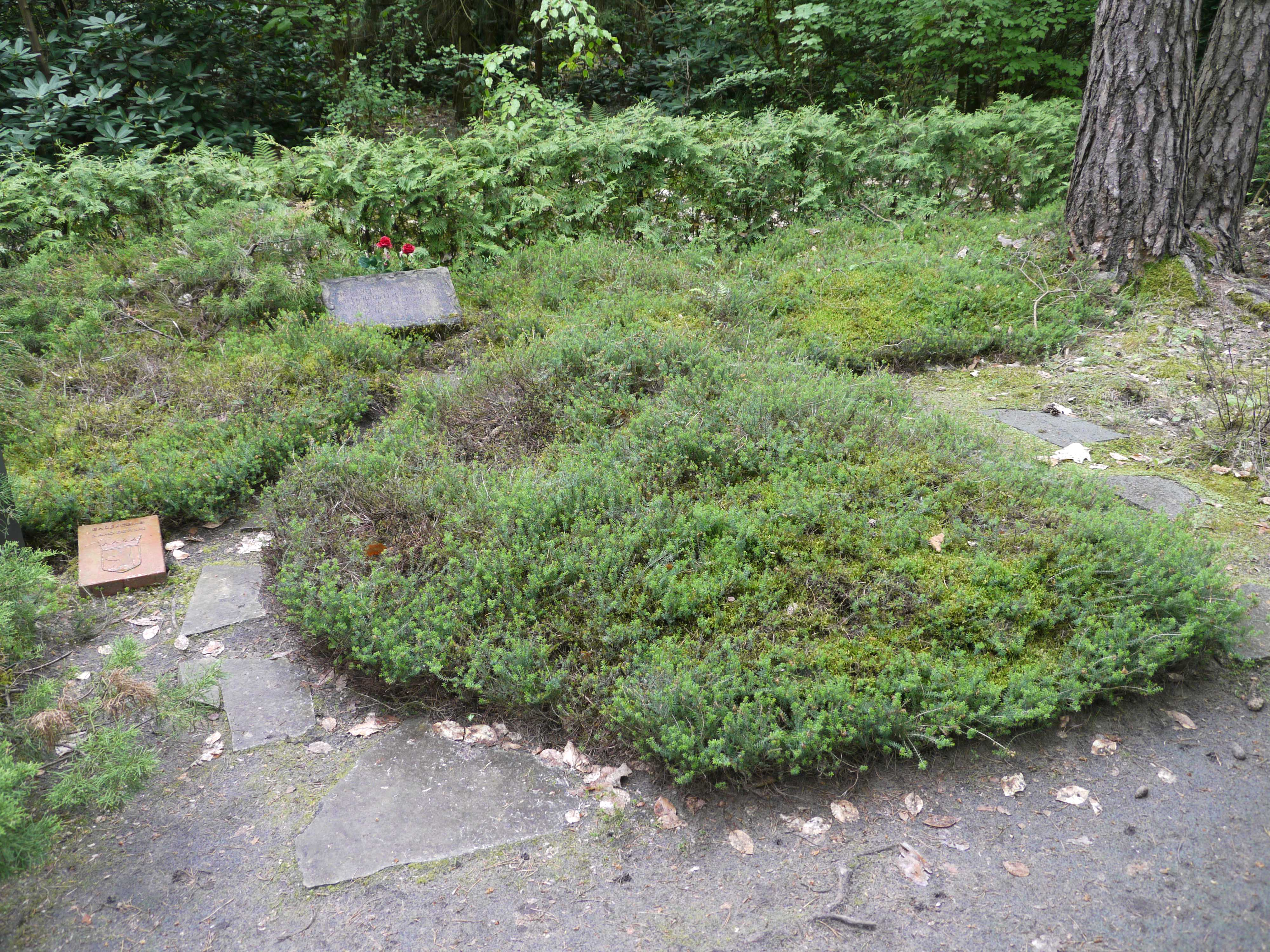
Grab von Elisabeth von Plotho

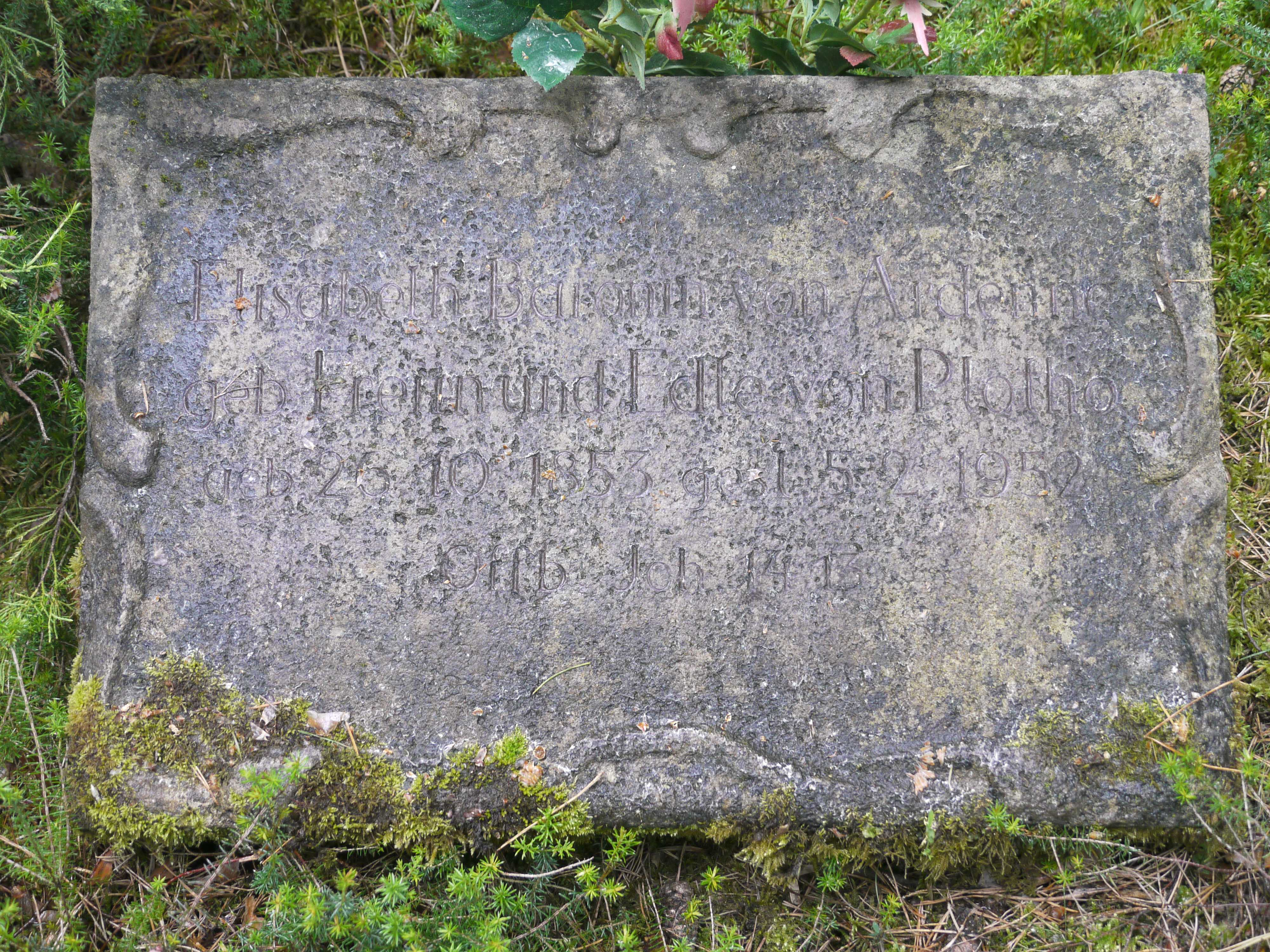
Grabstein von Elisabeth von Plotho, Aufschrift: Elisabeth Baronin von Ardenne, geb. Freiin und Edle von Plotho, geb. 26.10.1853, gest. 5.2.1952, Offb. Joh. 14,13

Nach der Scheidung erlernte Elisabeth von Ardenne den Beruf der Krankenschwester und übte ihn auch aus. In Lindau am Bodensee verbrachte sie ihr letztes Lebensdrittel (1918–1952), zusammen mit der vermögenden Fabrikantentochter Daisy Weyersberg (1878–1971), die nicht ihre psychisch kranke Patientin war, wie bisher in den Biografien behauptet wurde, sondern ihre Lebensgefährtin.
Elisabeth von Ardenne starb 1952 im Alter von 98 Jahren in Lindau am Bodensee. Sie erhielt auf dem Südwestkirchhof Stahnsdorf vor den Toren Berlins südlich des Teltowkanals ein Ehrengrab der Stadt Berlin. Ihr Grabstein zitiert als Wahlspruch Offenbarung des Johannes 14,13: „Und ich hörte eine Stimme vom Himmel her rufen: Schreibe! Selig die Toten, die im Herrn sterben, von jetzt an; ja, spricht der Geist, sie sollen ausruhen von ihren Mühen; denn ihre Werke begleiten sie.“
Elisabeth von Ardenne war die Großmutter des Dresdner Physikers Manfred von Ardenne. Ihr 1940 gefallener Enkel Ekkehard war 1938/39 im 9. Infanterieregiment in Potsdam im Rang eines Oberleutnants der Kompaniechef des späteren Bundespräsidenten Richard von Weizsäcker.

## Verfilmung
- Die Baronin. Fernsehfilm 1981, Regie: Lutz Büscher; mit Marianne Hoppe als alte Elisabeth und Iris Berben als junge Elisabeth